# سنگ‌چشم بیشه لوهدر
سنگ‌چشم بیشه لوهدر (نام علمی: Laniarius luehderi) نام یک گونه از سرده زنگ‌آواها است.